# Chiknayakanhalli Taluk
Chiknayakanhalli Taluk är ett underdistrikt i Indien.   Det ligger i delstaten Karnataka, i den södra delen av landet, 1 700 km söder om huvudstaden New Delhi.